# Mazra‘eh-ye Shīrzād
Mazra‘eh-ye Shīrzād (persiska: شیرزاد, Shīrzād, مزرعه شيرزاد, تلمبه شیرزاد) är en ort i Iran.   Den ligger i provinsen Kerman, i den sydöstra delen av landet, 1 000 km sydost om huvudstaden Teheran. Mazra‘eh-ye Shīrzād ligger 1 534 meter över havet och antalet invånare är 160.
Terrängen runt Mazra‘eh-ye Shīrzād är kuperad åt nordost, men åt sydväst är den platt.Runt Mazra‘eh-ye Shīrzād är det glesbefolkat, med 9 invånare per kvadratkilometer. Närmaste större samhälle är Seh Dāngeh, 4,3 km sydost om Mazra‘eh-ye Shīrzād. Trakten runt Mazra‘eh-ye Shīrzād består till största delen av jordbruksmark.